# Leerbroek
Leerbroek est un village qui fait partie de la commune de Vijfheerenlanden dans la province néerlandaise de Hollande-Méridionale. Le 1er janvier 2004, le village comptait 1 560 habitants.
Leerbroek a été une commune indépendante jusqu'au 1er janvier 1986. Elle a fusionné avec Hei- en Boeicop, Ameide, Lexmond, Meerkerk, Nieuwland et Tienhoven pour former la nouvelle commune de Zederik.

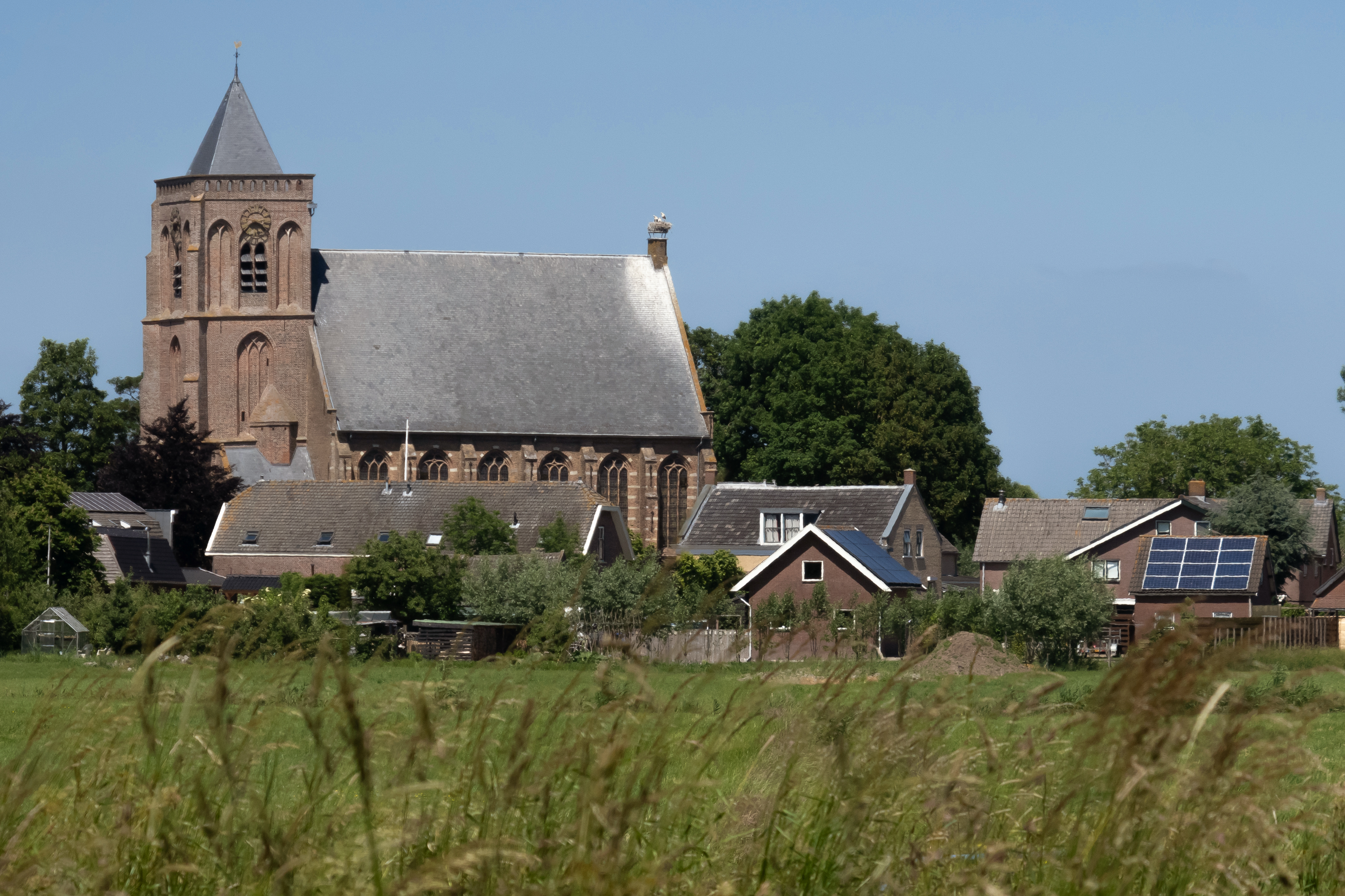
L'église du village depuis Geer